# ネステ
ネステ（芬: Neste Oyj、英: Neste Corporation）は、フィンランド・エスポーに本拠を置くエネルギー企業。世界10カ国以上に拠点を持ち、石油精製や天然ガスの採掘、石油化学製品の生産、再生可能エネルギー事業、バイオ燃料事業などを展開している。ナスダック・ヘルシンキ上場企業（Nasdaq Nordic NESTE）。

## 沿革
1948年1月、フィンランドにおける石油の安定供給を目的に国営会社「ネステ石油」（Neste Oil）として設立、1950年代から1960年代にかけての需要増に対応する形で相次いで製油所を建設、天然ガスの採掘も開始した。1995年の株式上場後、1997年にイマトラ電力（Imatran Voima）と合併し石油電力会社のフォータムを形成したが、その後2005年に同社から石油事業を分離する形で、再びネステ石油となった。
2010年代に入ると、廃棄物を利用した再生可能エネルギー事業、バイオ燃料事業にも注力し、2011年3月、シンガポールで世界最大級の再生可能ディーゼル精油所の操業を開始、同年9月にオランダ・ロッテルダムでも再生可能ディーゼル精油所の操業を開始した。石油関連事業に加えて再生可能エネルギー事業やバイオ燃料事業を経営の柱とする意味で2015年4月1日、社名を「ネステ石油」から「ネステ」へと改めた。
国内ではポルヴォーとナーンタリに石油精製所を持つ。またフィンランドにおけるガソリンスタンドの最大手であり、バルト三国やロシア北西部でもガソリンスタンドを展開している。ポーランドでもガソリンスタンド事業を行っていたが2013年、ロイヤル・ダッチ・シェルに売却した。
売上分野では、石油精製・石油化学関連が約5割、ガソリンスタンド運営および再生可能エネルギー関連が各4分の1となっており、地域別の売上では、北欧およびバルト海地域が約6割、ほかは西ヨーロッパ諸国および北米地域が多くを占め、フィンランド国内は石油精製およびガソリンスタンドの運営を主とする一方、再生可能エネルギー事業は国外が中心となっている。株式の約35%をフィンランド政府が保持している。

## スポンサー
1994年以降、北欧最大のモータースポーツの祭典である、ラリー・フィンランドのスポンサー企業となっている。

## 日本との関係
2020年10月、全日本空輸と中長期的な戦略的提携についての覚書を締結、ネステのシンガポール製油所から二酸化炭素排出量の削減効果を見込んだ持続可能な航空燃料を全日本空輸に提供し、日本発の定期便で使用する予定となっている。